# Wincenty Czechowicz

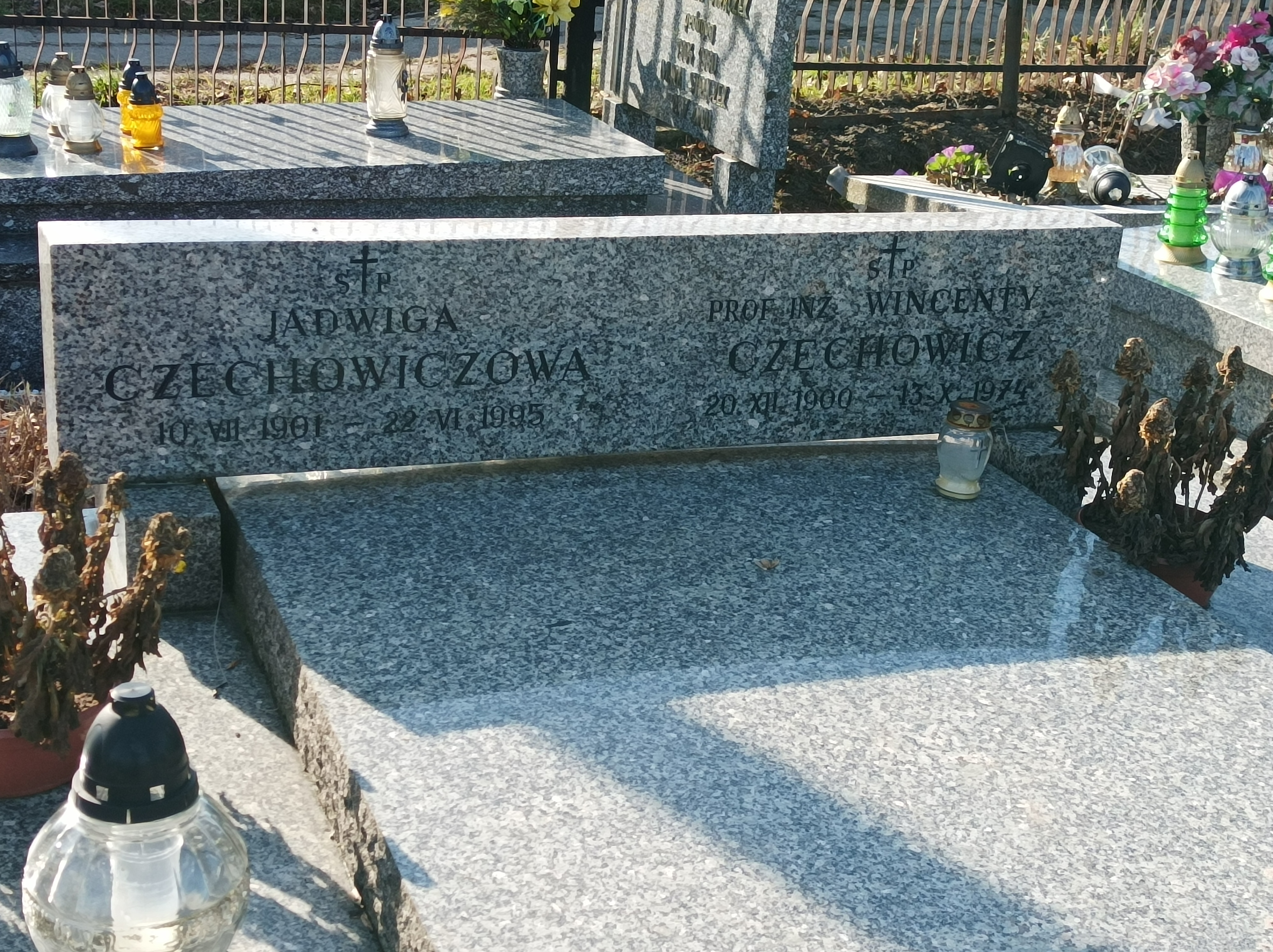
Grób prof. Wincentego Czechowicza na cmentarzu przy ul. Sienkiewicza w Katowicach

Wincenty Czechowicz (ur. 20 grudnia 1900, zm. 13 października 1974 w Katowicach) – polski inżynier górnik. Absolwent Akademii Górniczej w Krakowie. Od 1965 profesor na Wydziale Budownictwa Lądowego, a następnie od 1968 r. na Wydziale Górniczym Politechniki Wrocławskiej. W latach 1959–1964 pełnił funkcję dyrektora Zjednoczenia Przemysłu Węgla Brunatnego we Wrocławiu. Na Politechnice Wrocławskiej, współorganizował Wydział Górnictwa (stworzył Katedrę i Instytut Górnictwa).